# Стефан Милков
Стефан Милков (на чешки: Stefan Milkov) е чешки художник (главно скулптор), също дизайнер и музикант, от български произход.

## Биография
Завършва Средното училище по приложни изкуства в Ухерске Храдище (1974) и Висшето училище по приложни изкуства в Прага (1982). Понастоящем живее и работи в Прага.
В средата на 1980-те години се включва в дейността на новото поколение постмодерни художници – като изложбата „Конфронтация“ (Konfrontace). Въз основа на движението се сформира Група „Твърдоглави“ (Skupina Tvrdohlaví) през 1987 г., на която е съосновател и член до 1991 г.
Художественият му подход е постмодерен, но е възхитен и от класическата съвременна скулптура от първата половина на ХХ век. Участва в редица общи и индивидуални художествени изложби в страната и чужбина; негови творби са в колекциите на Министерството на културата на Чехия, Националната галерия и Градската галерия в Прага, както и в частни колекции в Европа, САЩ и Япония.
- Паметник на Никола Тесла в Прага
- Скулптура El Niňo („Детето“) в Прага
- Скулптура Přelet в Прага